# Oelzetalbrücke
Die Oelzetalbrücke ist ein 370 m langes zweigleisiges Eisenbahnüberführungsbauwerk der Neubaustrecke Ebensfeld–Erfurt, das zwischen dem Tunnel Fleckberg und dem Tunnel Silberberg angeordnet ist. Die Brücke steht in Südthüringen östlich von Altenfeld zwischen den Streckenkilometern 139,556 und 139,926 und überspannt mit einem Bogen von 165 m Stützweite das Oelzetal mit dem Bach Oelze. Die Streckentrasse liegt in maximal 71 m Höhe über dem Talgrund und ist bei einer Entwurfsgeschwindigkeit von 300 km/h im Bauwerksbereich gerade. Die Brücke hat eine Feste Fahrbahn mit 4,5 m Gleisabstand und auf der westlichen Seite eine Lärmschutzwand.

## Geschichte

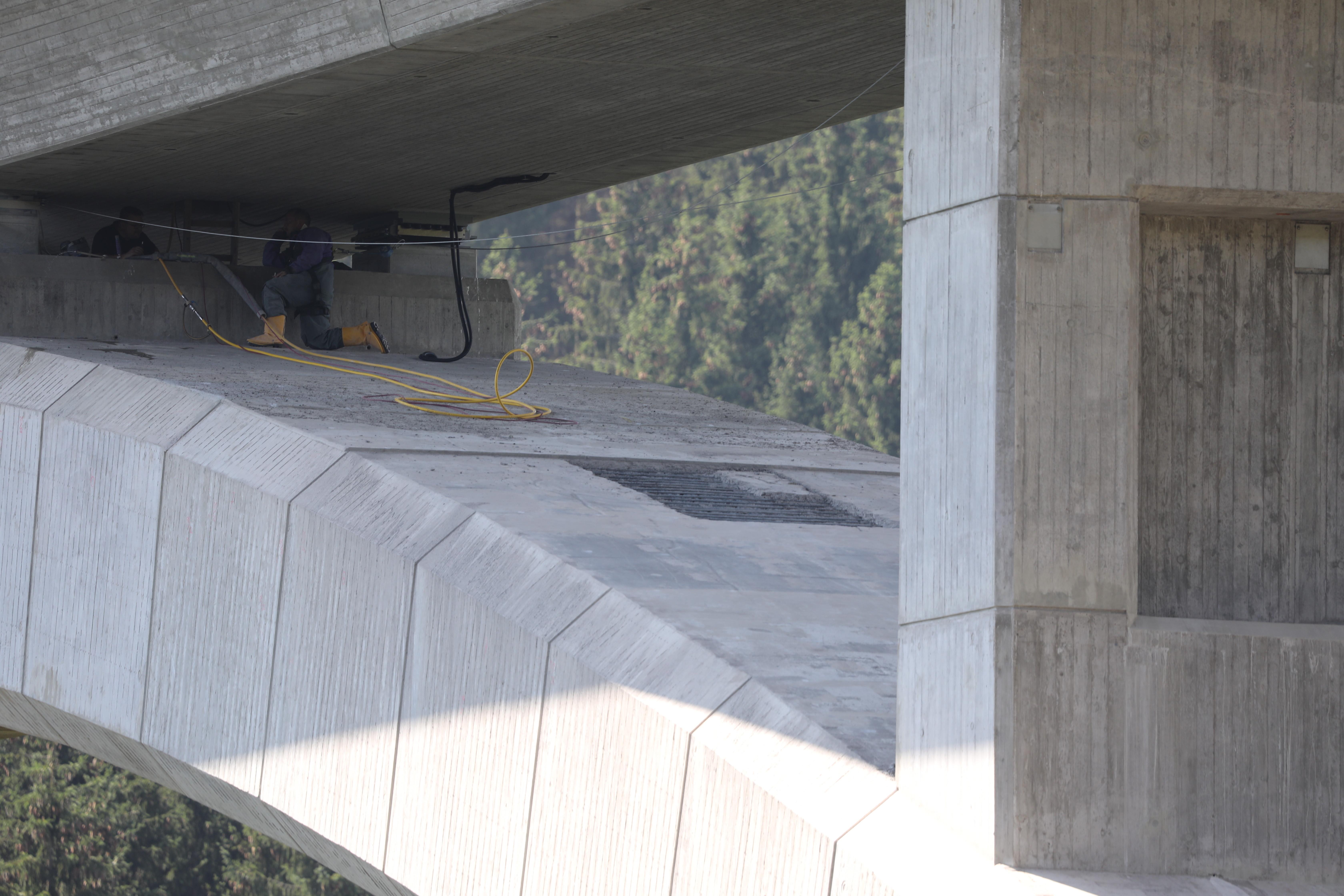
Instandsetzungsarbeiten an der Bogenoberseite im August 2023

Das Bauwerk wurde im Frühjahr 2007 ausgeschrieben und im Herbst 2007 an eine Arbeitsgemeinschaft mit einem Bauvolumen von 11 Millionen Euro netto vergeben. Mit der Sprengung der für den Bau des Bogens notwendigen Hilfspfeiler im September 2010 wurden die Bauarbeiten im Wesentlichen abgeschlossen. Für Ende 2010 war die Fertigstellung des Bauwerkes vorgesehen. Die Arbeiten an den Randkappen und der Tragplatte der Festen Fahrbahn waren im Oktober 2011 beendet.
Im Juli 2023 wurden Schäden am Beton der Brücke festgestellt. Daraufhin wurde eine Langsamfahrstelle von 100 km/h eingerichtet. Zum 12. September 2023 wurde die Langsamfahrstelle auf 160 km/h angehoben. Ende 2023 wurde die Langsamfahrstelle aus der Störungsübersicht auf strecken.info ausgetragen, jedoch fuhren die Züge immer noch mit einer reduzierten Geschwindigkeit von 160 km/h über die Brücke. Die „Langsamfahrstelle“ wurde Anfang März 2024 auf 270 km/h angehoben.

## Unterbau

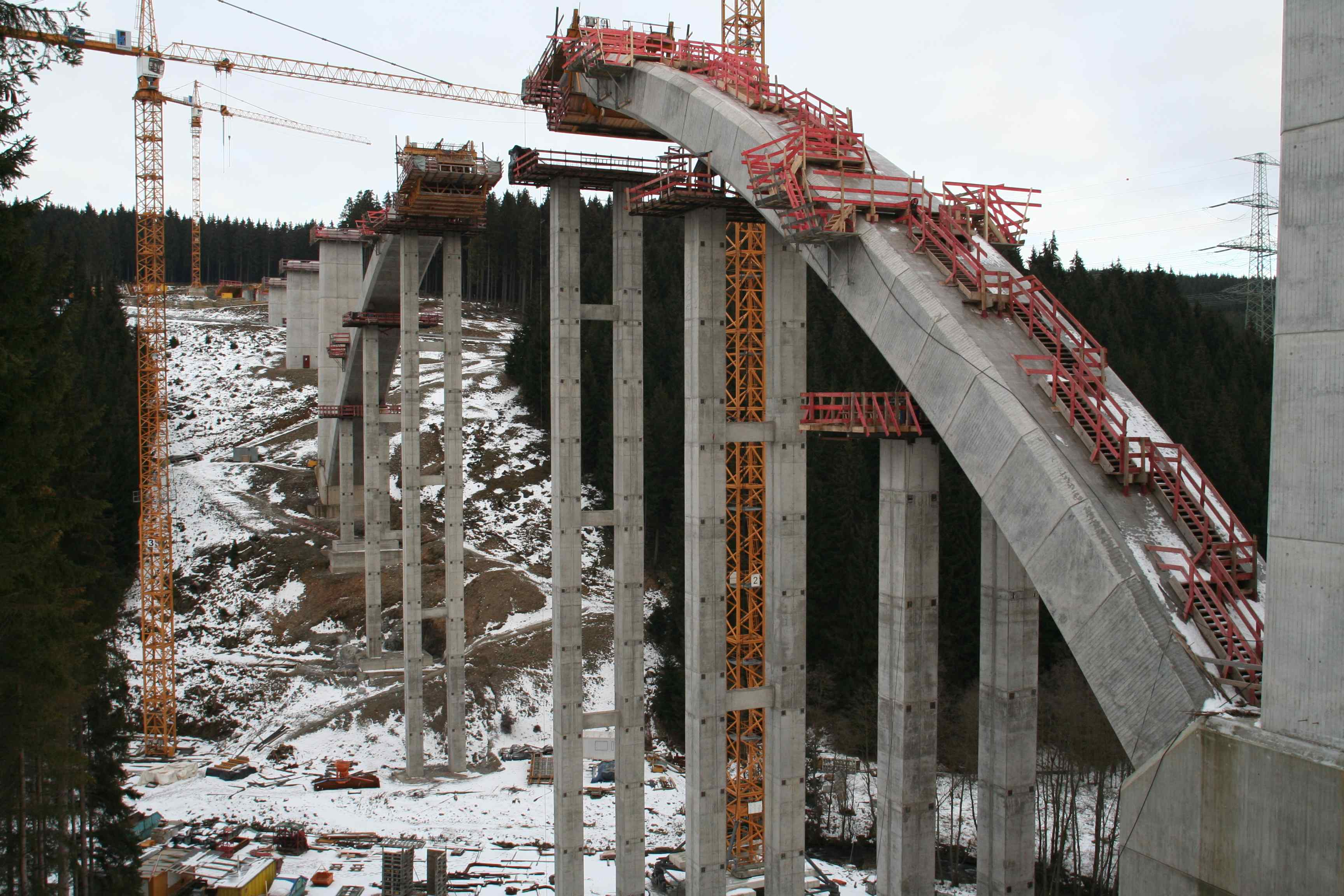
Bogenbau, Dezember 2009

Die Pfeiler der Brücke haben einen rechteckigen Stahlbetonhohlquerschnitt mit gebrochenen Ecken und verjüngen sich mit einem Anzug von 70:1 nach oben. Die sechs Ständer auf dem Bogen weisen keinen Anzug auf, deren Abmessungen sind konstant. Auch der Stahlbetonbogen mit 165 m Stützweite und einem Stich von 40,7 m hat einen Hohlquerschnitt und ist begehbar. Der Bogen wurde im Freivorbau mit Hilfspfeilern errichtet. Das nördliche Widerlager ist Festpunkt der Brücke und leitet insbesondere die Längskräfte infolge Bremsen in den Baugrund ab. An der Dehnfuge des südlichen Widerlagers ist ein Schienenauszug mit einer Ausgleichsplatte vorhanden.
Zur Herstellung der Gründung, des Bogens, der Pfeiler und des Widerlagers wurden etwa 8500 m³ Beton eingebaut.
Am 19. Mai 2010 wurde der Bogenschluss gefeiert. Nachdem der Bogen freitragend war, folgte am 25. September 2010 die Sprengung der sechs Doppelhilfspfeiler, 25 bis 65 m hoch und aus 1.800 m³ Beton sowie 250 t Betonstahl bestehend.

## Überbau

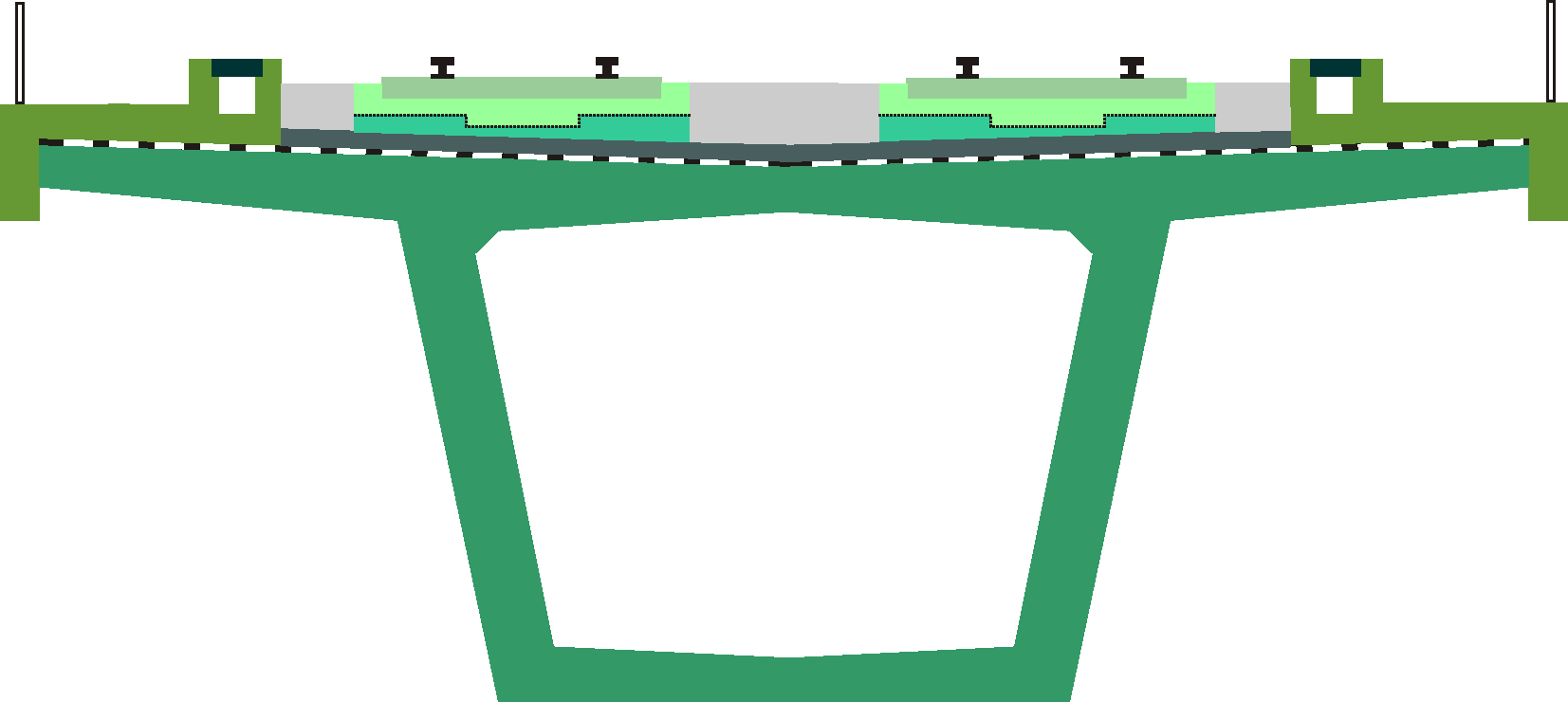
Querschnitt Überbau

Der Überbau weist als Bauwerkssystem den Durchlaufträger mit 13 Feldern auf. Südlich vom Bogen sind drei Öffnungen mit 30 m, 35 m und 40 m Stützweite, über dem Bogen für den aufgeständerten Fahrbahnträger sieben Öffnungen mit je 23,57 m Stützweite und nördlich vom Bogen drei Felder mit 40 m, 30 m und 30 m Stützweite vorgesehen. Der Überbau besitzt die Querschnittsform eines einzelligen Stahlbetonhohlkastens mit geneigten Stegen, in Längsrichtung vorgespannt. Zusätzlich ist die Fahrbahnplatte in Querrichtung vorgespannt. Die maximale Breite des Überbaus beträgt 14,1 m. Die Konstruktionshöhe liegt bei 3,6 m. Der Überbau wurde im Taktschiebeverfahren errichtet. Im September 2010 war der letzte Takt des Überbaus betoniert. Zur Herstellung des Überbaus und der Randkappen wurden rund 4700 m³ Beton benötigt.
Der Bedarf an Betonstahl und Spannstahl für Unter- und Überbau betrug etwa 1300 t.

## Galerie

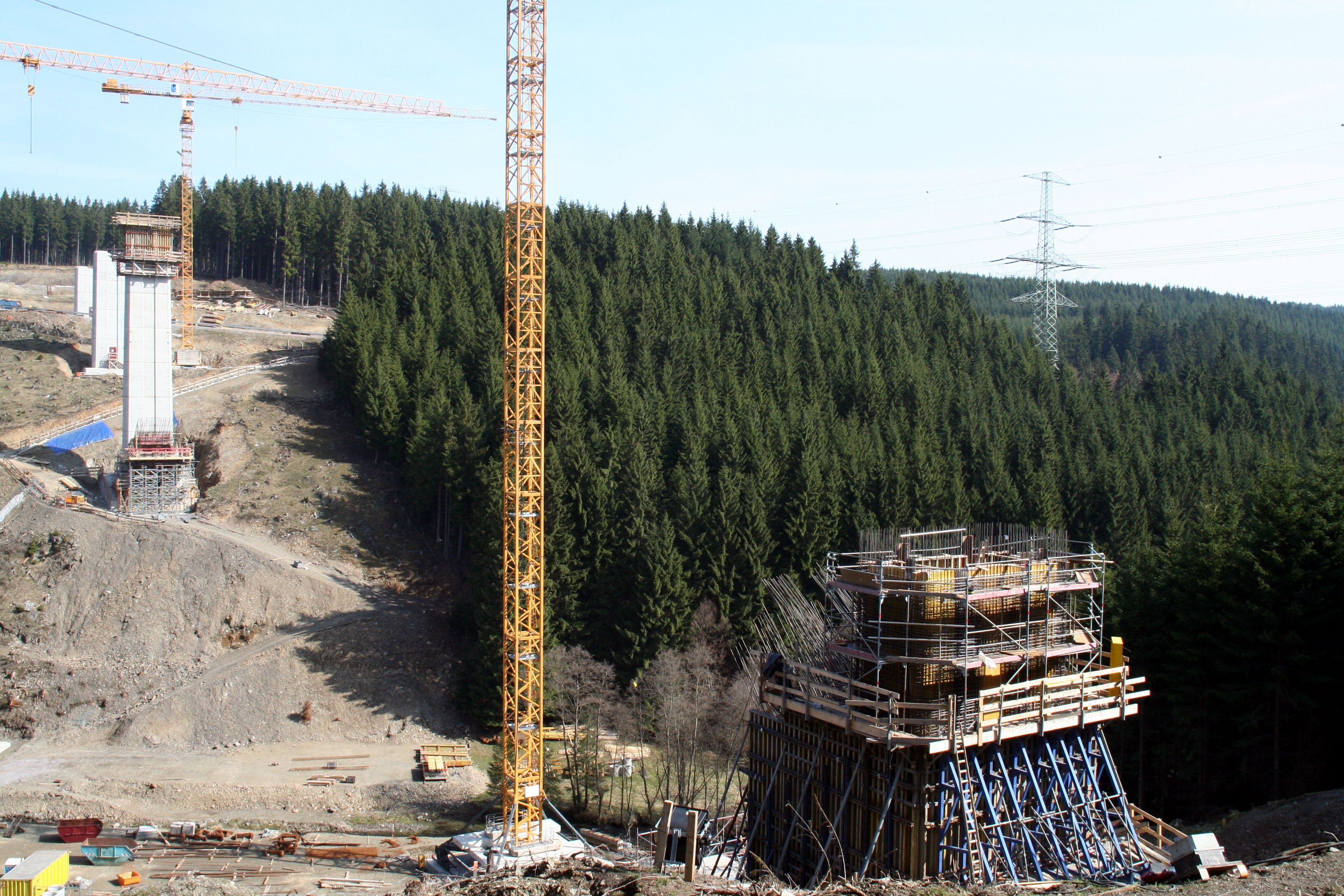
April 2009
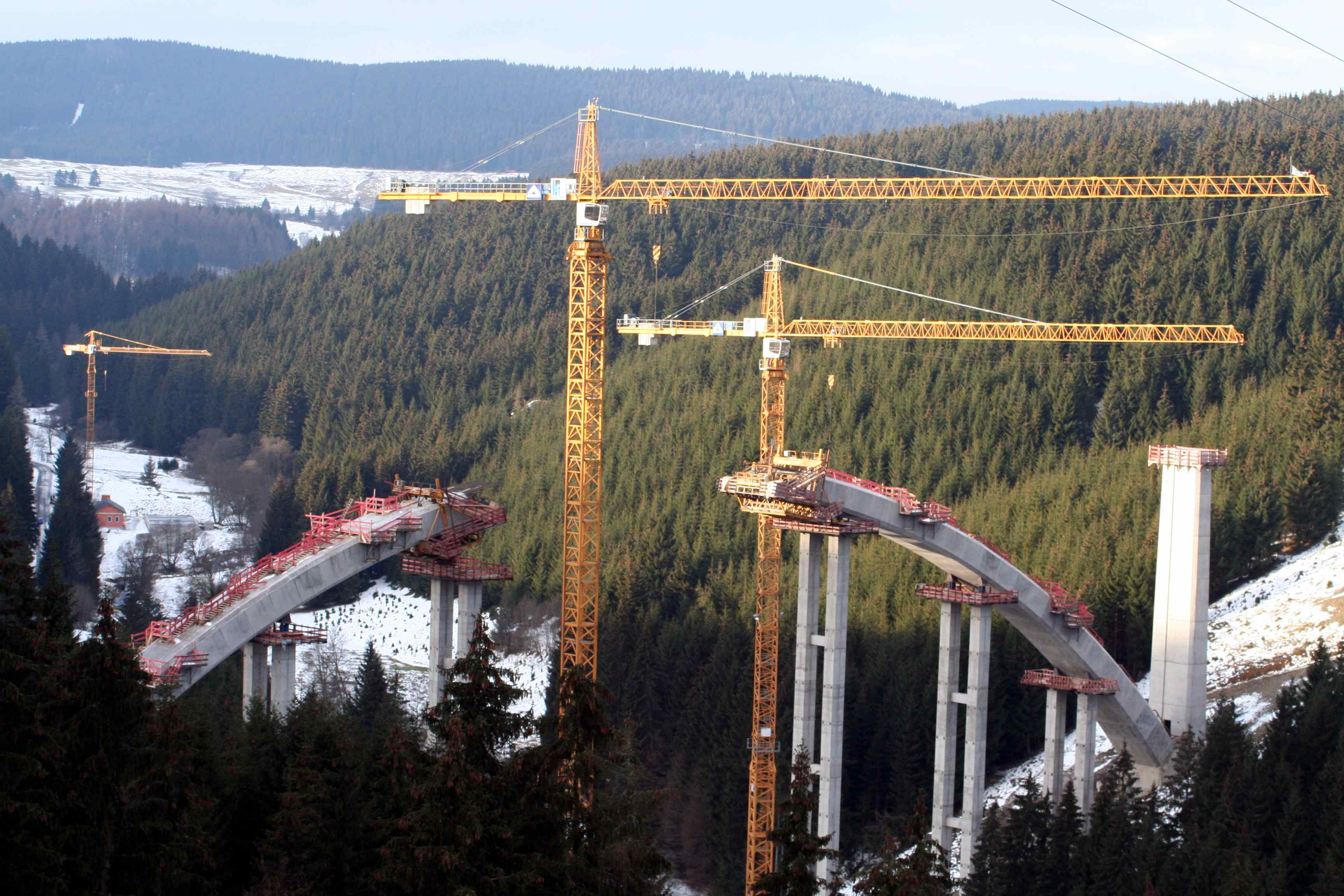
Dezember 2009
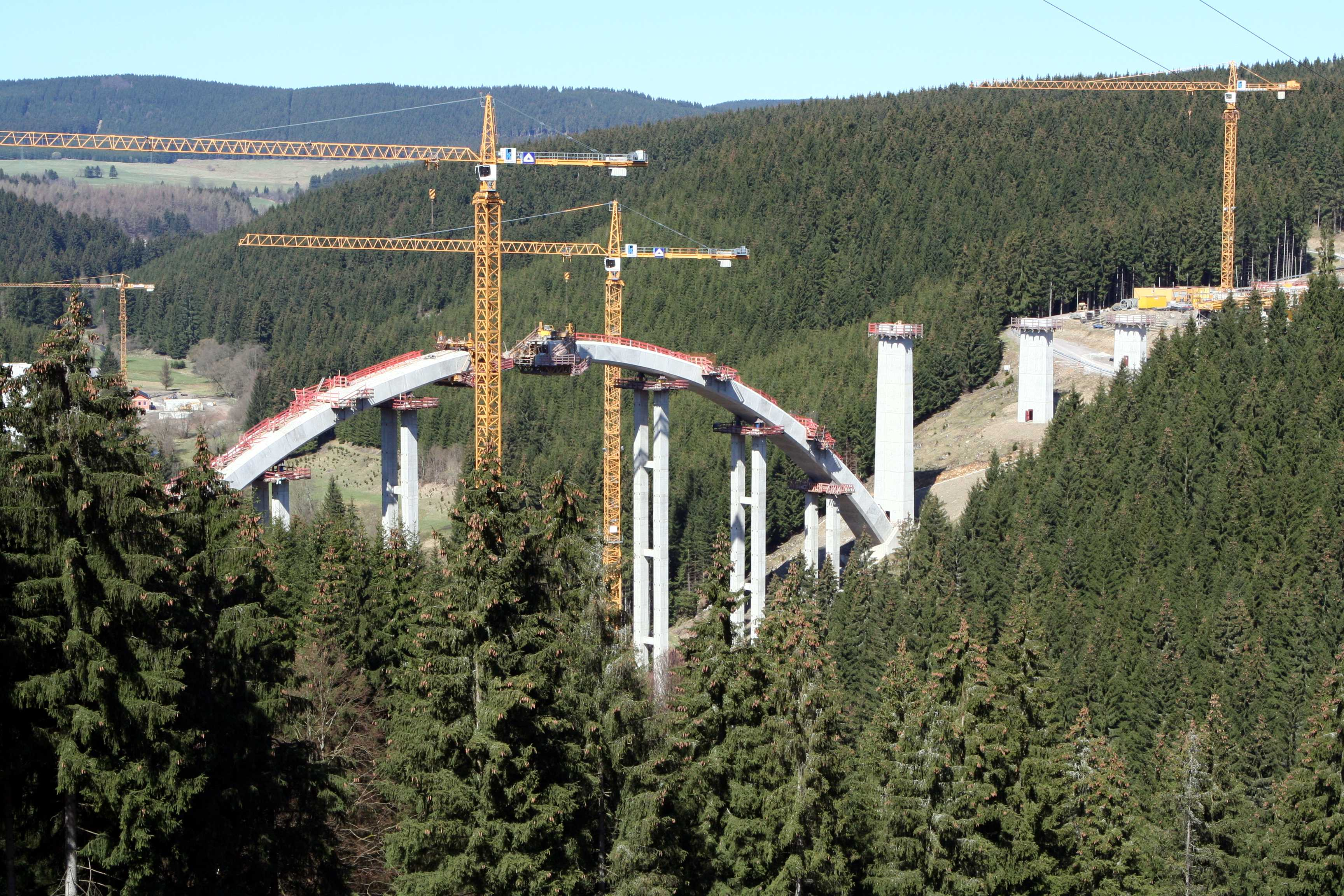
April 2010
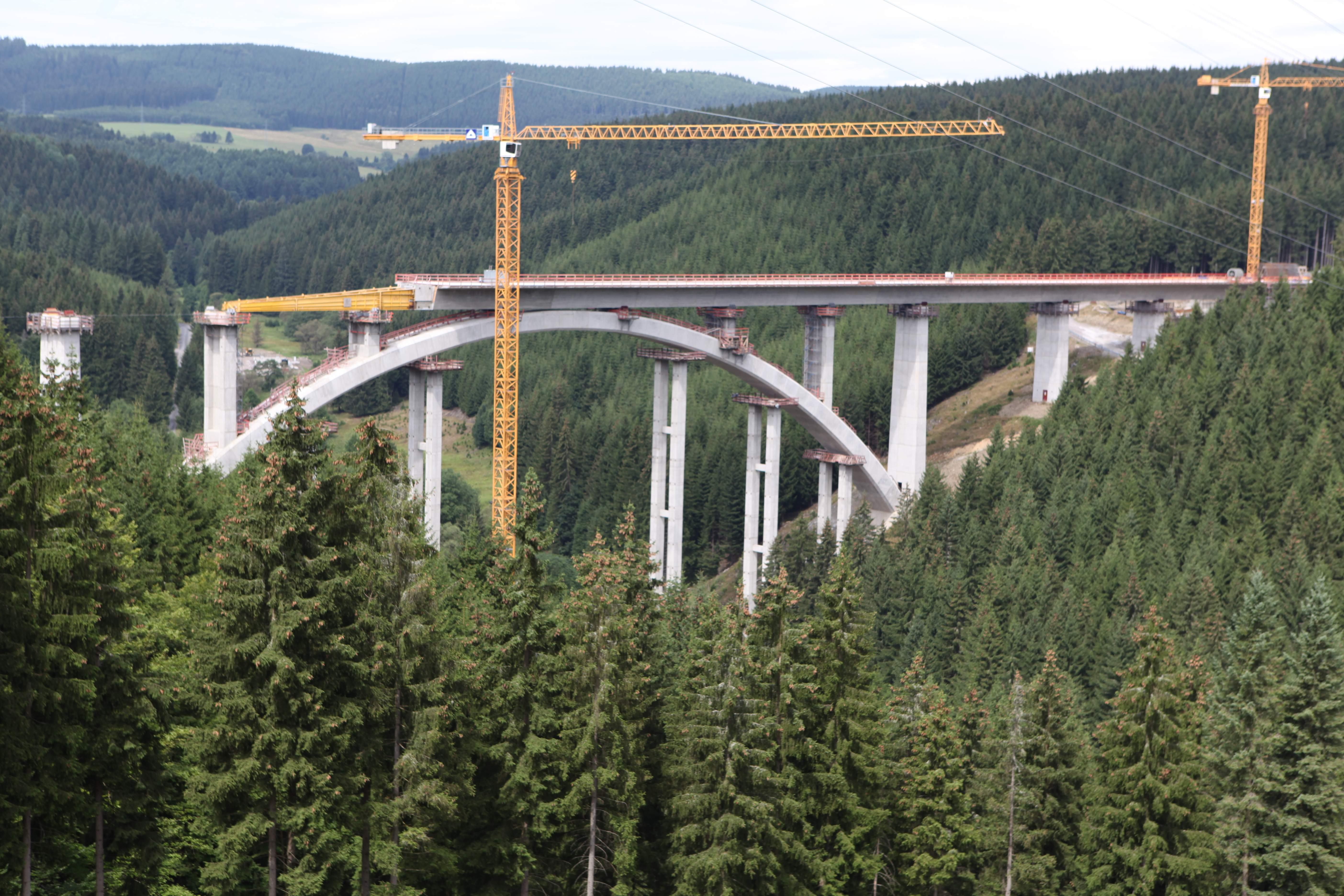
August 2010
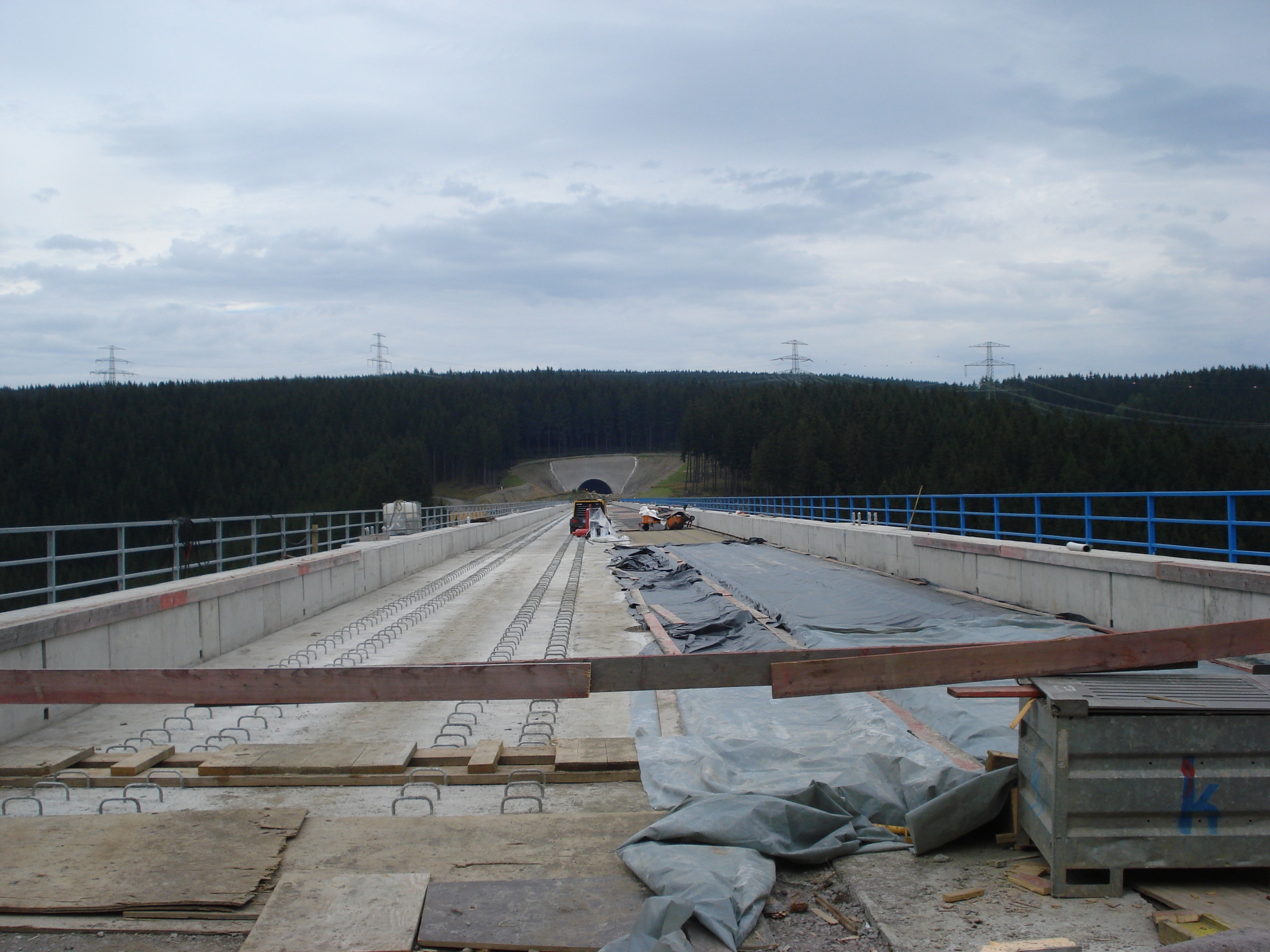
Tragplatte im August 2011, Blick zum Tunnel Silberberg
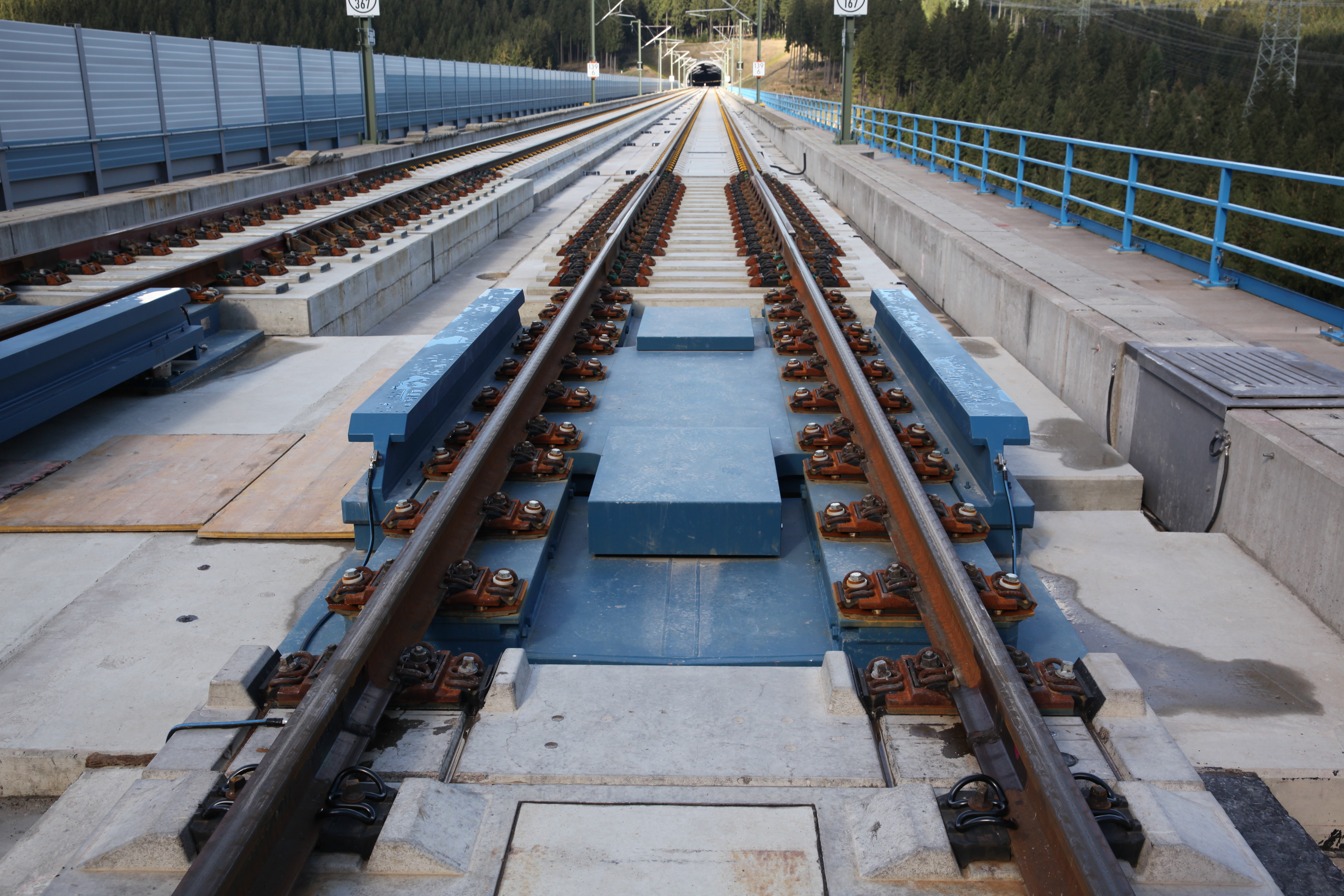
Oktober 2016, Feste Fahrbahn mit Schienenauszug